# Morgan Hill
Morgan Hill is een plaats (city) in de Amerikaanse staat Californië, en valt bestuurlijk gezien onder Santa Clara County.

## Demografie
Bij de volkstelling in 2000 werd het aantal inwoners vastgesteld op 33.556.
In 2006 is het aantal inwoners door het United States Census Bureau geschat op 35.982, een stijging van 2426 (7,2%).

## Geografie
Volgens het United States Census Bureau beslaat de plaats een oppervlakte van
30,2 km², geheel bestaande uit land. Morgan Hill ligt op ongeveer 86 m boven zeeniveau.

## Plaatsen in de nabije omgeving
De onderstaande figuur toont nabijgelegen plaatsen in een straal van 24 km rond Morgan Hill.